# Syzygium ramilepis
Syzygium ramilepis är en myrtenväxtart som beskrevs av J.W.Dawson. Syzygium ramilepis ingår i släktet Syzygium och familjen myrtenväxter. Inga underarter finns listade i Catalogue of Life.